# Rikishi (Wrestler)
Solofa Fatu Jr. (* 11. Oktober 1965 in San Francisco, Kalifornien) ist ein US-amerikanischer Wrestler samoanischer Herkunft. Bekannt wurde er in der World Wrestling Federation als Teil des Tag Teams „The Headshrinkers“ und nach einem Comeback als Einzelwrestler mit dem Ringnamen Rikishi. Aktuell ist er unter dem Namen „Kishi“ Leiter einer unabhängigen Wrestling-Promotion.

## Karriere

### Das Samoan SWAT Team
Fatu gehört zur im Wrestling sehr erfolgreichen samoanischen Wrestlingfamilie Anoaʻi. Er ist der Neffe der in den 1970er Jahren aktiven Tag-Team-Wrestler Afa und Sika, den „Wild Samoans“. Einer seiner Brüder war Umaga, der bis 2009 in der WWE aktiv war, ein weiterer Bruder war in den 1980er Jahren unter den Namen Tonga Kid und Islander Tama ebenfalls dort aktiv. Fatu erhielt seine Wrestlingausbildung in seiner Familie. Mitte der 1980er bildete er mit seinem Cousin Samu das Tag-Team „Samoan SWAT Team“, mit dem sie das „Wilde Krieger aus der Südsee“-Gimmick der „Wild Samoans“ übernahmen. Als Tag-Team erhielten sie den Tag-Team-Titel des in der Karibik operierenden World Wrestling Council. Es folgten einige Jahre verschiedenen Promotionen wie der World Class Championship Wrestling, Jerry Crokett Productions und World Championship Wrestling, bevor sie 1992 einen Vertrag mit der World Wrestling Federation unterschrieben.

### World Wrestling Federation (1992–1998)

#### The Headshrinkers (1992–1995)
In der WWF behielten Fatu und Samu ihr Gimmick als Wilde Südseekrieger, als Manager stand ihnen Afa zur Seite. Zudem wurde das Samoan SWAT Team in „The Headshrinkers“ (dt. Kopfschrumpfer) umbenannt. Die nächsten zwei Jahre wrestelten die Headshrinkers in der Tag-Team-Division der WWF und erschienen regelmäßig in den Shows und Pay-Per-View-Sendungen der Promotion, ohne den Tag-Team-Gürtel gewinnen zu können. Im April 1994 wurde das Image des Teams von Regelbrechern zu Publikumslieblingen verändert und stellte Afa zusätzlich Managerlegende Lou Albano zur Seite. In der neuen Rolle erhielten die Headshrinkers bereits am 26. April 1994 die World Tag Team-Titelgürtel, als sie die „Quebecers“ besiegten. Sie hielten die Titel ca. vier Monate und verteidigten sie unter anderem beim King of the Ring 1994 gegen Yokozuna & Crush, bevor sie sie an am Abend vor dem Summer Slam 1994 an Shawn Michaels und Diesel abgeben mussten. Samu verließ die WWF wenig später, um Verletzungen auszukurieren, und wurde durch Seone ersetzt, der bereits zuvor in der WWF als The Barbarian aktiv war. In dieser Neu-Besetzung gab es für die Headshrinkers allerdings keine großen Erfolge mehr. Bei der Survivor Series 1994 traten sie als Teil des von Razor Ramon angeführten Teams „The Bad Guys“ in einem Elimination Tag-Team-Match an, wurden jedoch beide von Diesel eliminiert. Anfang 1995 nahmen sie am Turnier um die vakante WWF World Tag-Team Championship teil, schieden jedoch im Halbfinale gegen Tatanka & Bam Bam Bigelow aus. Bevor Seone Mitte 1995 zum Konkurrenten World Championship Wrestling wechselte und dort sein Barbarian-Gimmick wiederbelebte, benutzte die WWF das Team lediglich als Edel-Jobber, um das neu verpflichtete Team The Blu Twins (Ron & Don Harris) zu etablieren.

#### „Make A Difference“ Fatu (1995–1996)

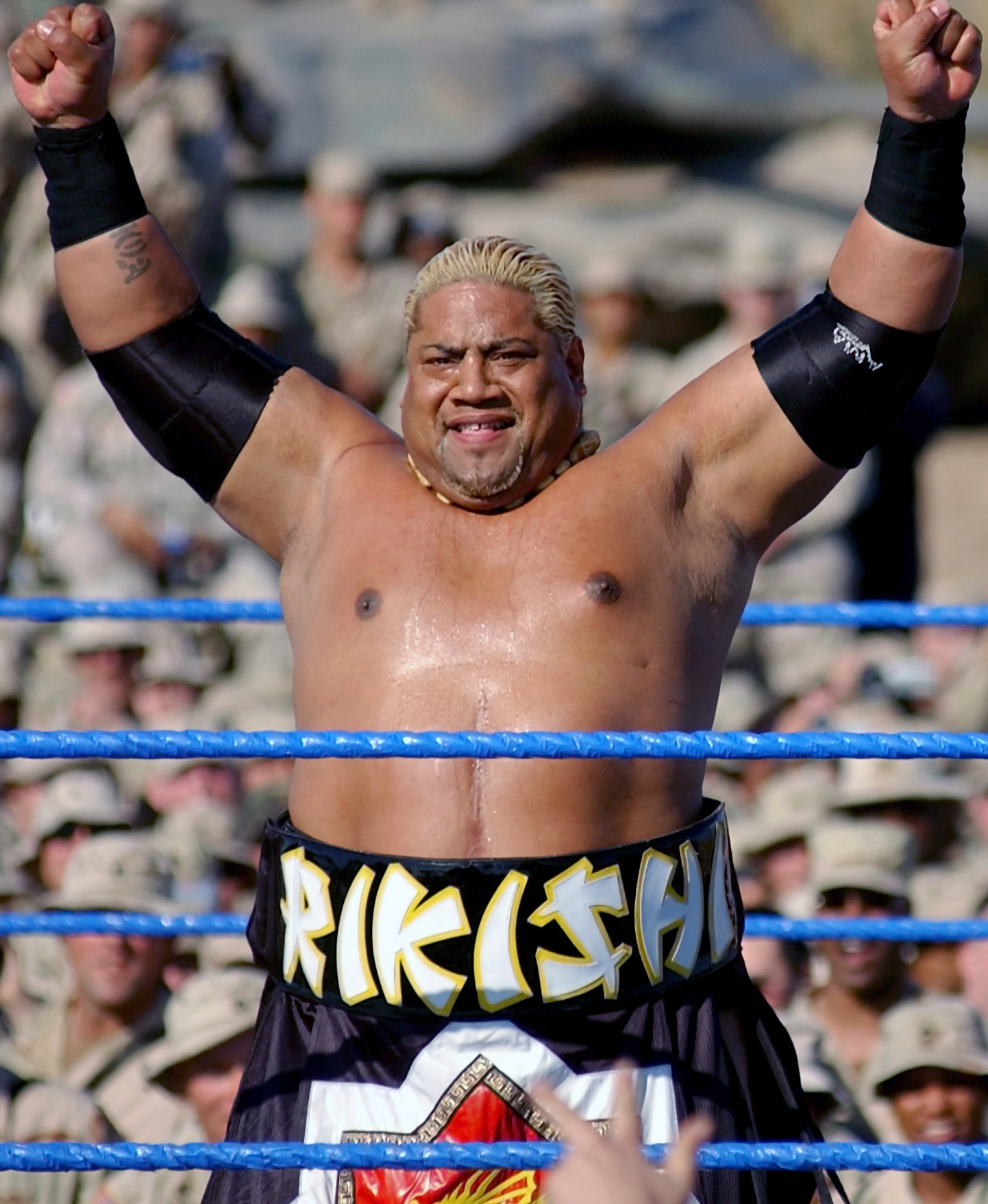
Rikishi, 2003

Gemäß der Storyline waren die „Wilden Samoaner“ nur Show gewesen und Fatu tatsächlich in den USA, genauer gesagt einem Armenviertel in San Francisco aufgewachsen. Er bekam das neue Gimmick eines Streetworkers oder Gang-Aussteigers mit zwei Begleitern, die von Samu in einem neuen Gimmick und dessen Bruder Lloyd Anoaiʻi gespielt wurden. Hierzu sendete die WWF mehrere Video-Vignetten, die Fatu in Hip-Hop-Streetwear auf den Straßen eines Ghettos bei seinen Bemühungen zeigten, Jugendliche von kriminellen Aktivitäten und Drogen fernzuhalten. Diese Vignetten endeten stets mit dem Motto „Make A Difference“. Dieses Gimmick basierte auf dem realen Lebensweg von Fatu, der mit 17 Jahren sogar auf der Straße angeschossen wurde. Bei der Survivor Series 1995 war Fatu Teil des Teams „The Darkside“, welches rund um die Rückkehr des Undertakers herum entstand und siegreich sowie ohne eigene Eliminierung aus dem Elimination Tag-Team-Match gegen das von King Mabel angeführte Team „The Royals“ hervorging. Weitere bedeutsame Matches oder Erfolge blieben jedoch aus, darüber hinaus erreichte Fatu nicht die gewünschten Fan-Reaktionen, sodass die WWE das Gimmick bereits im April 1996 nach mehreren Niederlagen gegen Neu-Verpflichtungen wie Steve Austin oder Hunter Hearst Helmsley wieder einstellte. Zuvor sah man des Öfteren zwei Männer während Fatus Matches im Publikum sitzen, die als „Samoan Gangster Party“ vorgestellt wurden. Hierbei handelte es sich um Samu und Fatus Bruder Matthew Anoai'i, es entstand jedoch keine Storyline dazu.

#### The Sultan (1996–1998)
Nach einer kurzen Pause erhielt Fatu das Heel-Gimmick „The Sultan“, einem stereotypen, maskierten Schurken aus dem Mittleren Osten, der als Manager den Iron Sheik und Mr. Bob Backlund an die Seite gestellt bekam. In dieser Rolle forderte er erfolglos Rocky Maivia bei WrestleMania 13 um die WWE Intercontinental Championship heraus. Weitere, große Fehden oder Matches hatte Fatu in dieser Rolle danach nicht mehr, Anfang 1998 verließ er daher die WWF und trat anschließend in unabhängigen Promotionen auf.

#### Auftritte in unabhängigen Promotionen (1998–1999)
Nach einigen weiteren Auftritten als The Sultan bei World Xtreme Wrestling, bei denen er u. a. Jimmy Snuka unterlag, tat Fatu sich wieder mit seinem ehemaligen Partner Samu zusammen und reaktivierte das Tag-Team The Headshrinkers. Des Weiteren fehdete er mit Billy Two Eagles bei Elite Canadian Championship Wrestling und tat sich mit seinem Cousin Rodney Anoa'i (Yokozuna) zusammen. Ab 1999 trat er mit blond gefärbten Haaren und einem Rap-Gimmick für die in Memphis, Tennessee beheimatete Liga Power Pro Wrestling an und hatte dort Matches gegen Michael Hayes und Kurt Angle.

#### Rückkehr zur WWF/E (1999–2004)
1999 erschien er, mit einem an seinen Cousin Yokozuna angelehnten Sumo-Outfit unter dem Namen „Rikishi Phatu“ (später nur noch „Rikishi“) wieder als Babyface in der WWF. Bald darauf tat er sich Scotty 2 Hotty und Grandmaster Sexay zusammen, die ihrerseits erst kürzlich zu Babyfaces gewandelt wurden und wurde damit zum dritten Mitglied des überaus populären Teams Too Cool. Am 25. Juni 2000 machte ihn die WWF zum Träger des Intercontinental-Titels, den er jedoch bereits am 6. Juli wieder an Val Venis abgeben musste. Bei RAW am 9. Oktober 2000 wurde Rikishi als Attentäter enthüllt, welcher Stone Cold Steve Austin im vergangenen November bei der Survivor Series 1999 mit einem Auto überfuhr. Als Begründung gab er an, dies für seinen Cousin The Rock sowie alle Samoaner getan zu haben, da er diese benachteiligt und gegenüber weißen Wrestlern herabgewürdigt sah. In der Folge wurde Fatu wieder zum Heel, tat sich mit Triple H zusammen, der sich als Drahtzieher hinter dem Attentat entpuppte und fehdete erfolglos sowohl gegen The Rock als auch gegen den zurückgekehrten Steve Austin. Des Weiteren trat er im Dezember 2000 bei Armageddon in einem Six-Man-Hell In A Cell-Match um die WWF Championship an, konnte diese jedoch nicht erringen. Während des Matches wurde er vom Undertaker mit einem Chokeslam vom Dach des Käfigs auf die Ablagefläche eines Lastwagens geworfen.
Fatu trat beim Royal Rumble 2001 an und konnte dort sogar den Undertaker eliminieren, selbst jedoch das Match nicht gewinnen. Anschließend tat er sich kurzzeitig mit zurückgekehrten Haku zusammen, musste jedoch ab März verletzungsbedingt pausieren. Im Mai 2001 kehre er zurück und wurde wieder zum Babyface, nachdem er seine Spezialaktion Stink Face (wobei er dem in der Ringecke liegenden Gegner sein Hinterteil ins Gesicht drückte) gegen Stephanie McMahon zeigte. Bereits Ende Mai musste er jedoch erneut verletzungsbedingt pausieren und kehrte erst im Dezember desselben Jahres zurück. Im Zuge der Aufteilung von RAW und SmackDown! in zwei voneinander unabhängig agierende Kader wurde Fatu zu SmackDown! transferiert, wo er im Mai 2002 mit Rico als Partner wider Willen die neu eingeführte WWE Tag Team Championship gewann, konnte diese allerdings nur für wenige Tage halten. Über das Jahr 2003 hinweg fehdete Fatu unter anderem mit John Cena, Bill DeMott oder Roddy Piper. Im Februar 2004 tat er sich wieder mit seinem ehemaligen Too Cool-Partner Scotty 2 Hotty zusammen und konnte mit diesem erneut die WWE Tag Team Championship erringen, welche sie erfolgreich bei WrestleMania XX verteidigen konnten. An die frühere, große Popularität des Teams konnten sie jedoch nicht wieder anknüpfen. Am 23. April 2004 mussten sie die Titel an The World's Greatest Tag Team (Charlie Haas & Shelton Benjamin) abgeben. Anschließend pausierte Fatu erneut, kehrte aus dieser Auszeit jedoch nicht mehr zurück, da WWE ihn im Juli 2004 aus seinem Vertrag entließ.

#### Auftritte in unabhängigen Promotionen (2004–2019)
Da die WWE die Rechte an dem Namen Rikishi hielt, kürzte Fatu seinen Ringnamen auf „Kishi“ ab und trat unter diesem Namen in unabhängigen Promotionen auf. 2005 übernahm er die in Italien ansässige unabhängige Promotion Nu-Wrestling Evolution und zog sich aus dem Ringgeschehen zurück, um sich dem Geschäft hinter den Kulissen zu widmen. 2007 trat Fatu nochmals als Rikishi kurz bei All Japan Pro Wrestling an. 2008 trat Fatu anfangs bei mehreren Independentligen auf. Danach trat er längere Zeit bei Nu-Wrestling Evolution auf.
2009 trat er bei Hulkmania auf.

#### Total Nonstop Action Wrestling (2007)
Von September bis Oktober 2007 trat er als Junior Fatu für TNA an, tat sich mit LAX zusammen und fehdete mit Christian Cage, Samoa Joe und Team 3D. Ende Oktober verließ er TNA jedoch bereits wieder, da keine vertragliche Einigung über eine längere Verpflichtung erzielt werden konnte.

#### Sporadische Gastauftritte bei WWE
Im Juli 2012 trat Fatu im Rahmen der 1000. WWE-Raw-Episode als Rikishi im WWE-TV auf.
Bei der RAW-Ausgabe vom 9. Februar 2015 wurde bekannt gegeben, dass Rikishi in die WWE Hall Of Fame aufgenommen wird. Die Einführungsrede hielten seine Söhne Jey & Jimmy Uso.

## Privat
Fatu war verheiratet und hat mit seiner früheren Frau Sua fünf Kinder: Joshua Samuel, Jonathan Solofa, Jeremiah Peniata, Thavana Monalisa und Joseph.
Seine Zwillingssöhne, Jonathan Solofa Jr. und Joshua Samuel, sind ebenfalls als WWE-Wrestler bekannt und treten unter den Namen Jimmy und Jey Uso gemeinsam als das Tag-Team „The Usos“ auf, sein Sohn Joseph steigt derzeit für Smackdown als Solo Sikoa in den Ring und ist Teil der Gruppierung „Bloodline“.
Vor seiner Wrestlingkarriere wurde er Opfer eines Drive-by-Shootings und war drei Minuten klinisch tot.

## Titel und Ehrungen
- Power Pro Wrestling (Memphis)
  - 1× PPW Heavyweight Championship
- Universal Wrestling Association
  - 1× UWA World Trios Championship (mit Kokina Maximus & The Samoan Savage)
- World Class Championship Wrestling
  - 1× WCWA Texas Tag Team Championship (mit Samu)
  - 3× WCWA Tag Team Championship (mit Samu)
- World Wrestling Council
  - 1× WWC Caribbean Tag Team Championship (mit Samu)
- World Wrestling Entertainment
  - 1× WWE Tag Team Championship (mit Scotty 2 Hotty)
  - 1× WWE Intercontinental Championship
  - 2× WWE World Tag Team Championship (mit Samu & Rico)
  - WWE Hall of Fame (Class of 2015)